# Juan Cortés Diéguez
Juan Cortés Diéguez (Jaén, España, 5 de noviembre de 1983), más conocido como Juan Cortés, es un entrenador de fútbol profesional español con trayectoria internacional a nivel de clubes y selección nacional.

## Trayectoria
Ha desempeñado su actividad profesional en Europa (España e Italia), Asia (Tailandia, Corea del Sur y China) y América (Paraguay, México, Guatemala, Nicaragua y El Salvador).
El entrenador inició su carrera en la Peña Deportiva Jiennense, de la Primera División Andaluza, y, posteriormente, entrenó al Real Jaén Club de Fútbol en la Liga Nacional de España.
En 2014 aterrizó en el continente asiático donde trabajó como auxiliar en diversos equipos profesionales en Vietnam y Tailandia. En 2015 se estrenó como entrenador en el Samut Prakan Football Club, equipo de la Segunda División de Tailandia. También formó parte del equipo técnico del Samut Sakhon FC, otro equipo de la Segunda División tailandesa.
En 2016 voló a América para ser el entrenador del equipo Cinco Estrellas Club Deportivo de la Tercera División mexicana.[cita requerida] En 2017 participó en el Torneo Apertura entrenando al México Houston Dynamo Franquicia Monterrey y, en ese mismo año, entrenó al Club Olimpia, equipo paraguayo de la Liga Intermedia Segunda División, para el Torneo de Clausura.
En 2018 Cortés regresó a España para dirigir al Martos Club Deportivo de Tercera división durante la temporada 2018-2019. Tras esta temporada Cortés regresó a América. 
En 2019 fichó por el Club Social Independiente, equipo de la Primera División salvadoreña.
En diciembre de 2019, Juan Cortés firma para dirigir al Once Deportivo Fútbol Club para la temporada 2020, con el que se proclamaría campeón del Torneo Clausura en El Salvador en el mes de marzo de 2020 tras la cancelación del campeonato por el coronavirus.
En verano de 2020, firma por el Alianza Fútbol Club al que dirige hasta el 28 de diciembre de 2020, cuando es destituido a falta de dos jornadas para el final del campeonato. La etapa de Cortés en Alianza FC se cierra con un balance de 10 victorias en 14 partidos con 28 goles a favor y 12 en contra. La decisión sobre su salida se produjo tras la derrota de Alianza ante el CD Águila. Juan Cortés también tuvo la posibilidad de participar en la Liga de la Concacaf, quedando eliminado ante el Motagua de Honduras.
El 11 de enero de 2021, firma por el  Asociación Deportiva Isidro Metapán en la Primera División de El Salvador.
El 5 de septiembre de 2021, firma por el Managua FC en la Primera División de Nicaragua, al que dirige hasta junio de 2022.
El 6 de septiembre de 2022, firma por el Fútbol Club Santa Lucía Cotzumalguapa en la Liga Nacional de Fútbol de Guatemala, al que dirige hasta final de año.
El 29 de marzo de 2023, firma por el Club Deportivo Platense de la Primera División de El Salvador, al que dirige hasta el 23 de octubre de 2023.
En 2024 asume el reto de la selección nacional de El Salvador tanto sénior como sub-20 y sub-17 en las competiciones en juego de clasifiaciones al Mundial, Liga de Naciones y Copa Oro.

## Clubes
| Club                                  | País           | Año         |
| ------------------------------------- | -------------- | ----------- |
| Peña Deportiva Jiennense              | España         | 2012-2013   |
| Real Jaén CF (juvenil)                | España         | 2013-2014   |
| Samut Prakan City Football Club       | Tailandia      | 2014-2015   |
| C. D. Tosiria                         | España         | 2015-2016   |
| Club Olimpia                          | Paraguay       | 2017        |
| Cinco Estrellas Club Deportivo        | México         | 2016        |
| Houston Dynamo                        | Estados Unidos | 2016 - 2017 |
| Club Olimpia                          | Paraguay       | 2017        |
| Martos Club Deportivo                 | España         | 2018 - 2019 |
| Club Social Independiente             | El Salvador    | 2019        |
| Once Deportivo Fútbol Club            | El Salvador    | 2020        |
| Alianza Fútbol Club                   | El Salvador    | 2020        |
| Asociación Deportiva Isidro Metapán   | El Salvador    | 2021        |
| Managua FC                            | Nicaragua      | 2021-2022   |
| Fútbol Club Santa Lucía Cotzumalguapa | Guatemala      | 2022        |
| Club Deportivo Platense               | El Salvador    | 2023        |

## Distinciones
- Diploma y Licencia UEFA PRO.[19]

- Campeón Primera División El Salvador

- Nombrado Mejor Entrenador 2020

- Clasificación Internacional